# Marina von Bithynien

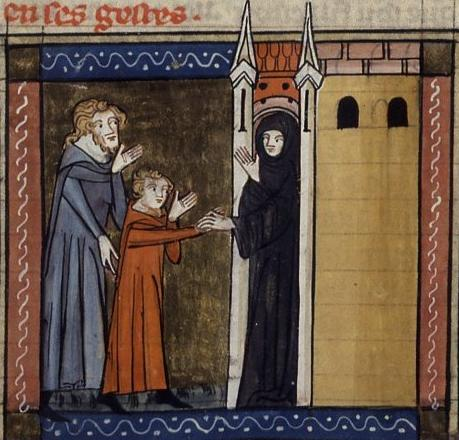
Marina von Bithynien wird mit ihrem Vater Eugenius ins Kloster gebracht, Abbildung aus der Legenda Aurea des Jacobus de Voragine

Marina von Bithynien (Marina lat. „die am Meer Wohnende“) lebte der Überlieferung zufolge im 5.  oder 6. Jahrhundert in Bithynien.
Über Marina ist wenig bekannt, einer legendarischen Überlieferung aus dem 5. Jahrhundert zufolge wurde sie gemeinsam mit ihrem verwitweten Vater und als Junge verkleidet unter dem Namen Marinos in ein syrisches Kloster aufgenommen. Als eine Frau den angeblichen Mönch Marinos bezichtigte, der Vater ihres unehelichen Kindes zu sein, verließ Marinos das Kloster (in einer anderen Überlieferung wurde sie nach vielen Demütigungen schließlich aus der Gemeinschaft verstoßen) und kümmerte sich später in einer Einsiedelei vor den Toren um das Kind. Erst nach ihrem Tod wurde offenbar, dass es sich in Wirklichkeit um eine Frau gehandelt hatte.
In der christlichen Ikonographie wird sie entweder im Gewand einer geweihten Jungfrau oder als Eremitin dargestellt.
Die Kirche Santa Marina in Venedig war ihr geweiht. In Albanien steht das Kloster der Heiligen Marina.